# Hammer to Fall
"Hammer to Fall" é uma canção da banda britânica de rock Queen, lançada em setembro de 1984, escrita pelo guitarrista Brian May. É oriunda do álbum The Works.
Foi o quarto e último single de The Works, embora a versão single tenha 30 segundos a menos que a versão do álbum. Capas diferentes foram utilizadas para este pacote único e da manga imagem ao vivo é agora uma coleção. A canção foi também objecto de um popular vídeo musical dirigido por David Mallet, no qual pode-se ver a banda tocando durante sua turnê em Bruxelas, sobre a qual a edição do single foi dublada.

## Ficha técnica
Banda
- Freddie Mercury - vocais
- Brian May - guitarra e vocais de apoio
- Roger Taylor - bateria e vocais de apoio
- John Deacon - baixo

Músicos convidados
- Fred Mandel - teclado